# Micrognathus micronotopterus
Micrognathus micronotopterus és una espècie de peix de la família dels singnàtids i de l'ordre dels singnatiformes.
Els mascles poden assolir 5,7 cm de longitud total. És ovovivípar i el mascle transporta els ous en una bossa ventral, la qual es troba a sota de la cua.
És un peix marí de clima tropical i associat als esculls de corall que viu entre 2-6 m de fondària.
Es troba a Singapur, l'oest d'Indonèsia, Austràlia i les Filipines.